# 恐るべき物語
『恐るべき物語』（おそるべきものがたり、原題：英: Weird Tales）は、アメリカ合衆国の小説家フレッド・チャペルによる短編小説。
原題は『ウィアード・テールズ』を意味し、HPLサークルの人物たちが実名で登場する。「虚実入り交じった極めつけの異色作」と紹介される。
初出はK・E・ワグナー編の年刊アンソロジー『The Year's Best Horror Stories』第13集（1984年版）。

## あらすじ
ともに幻視家気質の、詩人クレーンと怪奇小説家ラヴクラフトは、4回ばかり顔を合わせている。1度目の対面は、1922年8月19日、オハイオ州クリーヴランドのラヴマンのアパートでのことである。ラヴクラフトはラヴマンの部屋を訪れたが、ラヴクラフトが小猫に夢中になっている間に、ラヴマンは外出する。そこにクレーンが顔を出し、酔いつぶれて眠りにつく。ラヴマンが帰宅した後、ラヴクラフトは宿に帰る。この出会いはラヴクラフトを呆れさせたが、2日後、2人は共にコンサートに出かけ、素面のクレーンはラヴクラフトを大いに魅了した。
ところで、風変わりな作家たちの一派があったもので、必ずしも足並みの揃っていなかった彼らは、新たに発見され再構築された神話大系に関心を分け合っていた。曰く、古代の世界には異界の力で文明が築かれていたという。ラヴクラフトの神話は広く知られている。一方でクレーンの神話大系の方は、整理されておらず表現に困るような代物であった。そしてこうした神話大系について最も徹底した考察を抱いていたのは、スターリング・クロイドンである。クロイドンはラヴマンと同じアパートの住人だが、さながらラヴクラフトの小説を地で行くかのような隠者めいた生活を送っていた。クロイドンはラヴクラフトに憧れを抱いていたが、いざラヴクラフトがクリーヴランドへやって来ると、気後れして部屋に引き籠ってしまう。ひょっとしたら、クロイドンはラヴクラフトがどこまで真剣か疑ったのかもしれない。
結局、クロイドンとラヴクラフトの対面は実現せず、クロイドンはラヴマンと顔を会わせることもなくなり、ますます排他的な生活を強めて行った。そんな彼が唯一部屋に上げた人物こそ、クレーンである。クレーンが白人到来以前のメキシコに想いを寄せていたことから、クロイドンは中南米の遺跡には人類以前の古代種族からの影響があると説き、神「ドゥゼムブウ」について熱弁する。クロイドンの見解によると、ヒトが会話を獲得したのは、恐怖や苦痛の表現であるといい、ドゥゼムブウが見せつける名状しがたい悪を前にして人間は音声を発するようになったのだという。引き籠りのクロイドンに対し、クレーンは現地調査に行かないのが惜しいと指摘すると、クレーンは「計算を用いれば、自分の部屋に居ながらにして、地球のどこへでも旅ができる」と持論を述べる。やがてクレーンは詩人として名を上げ、ニューヨークへと出る。クロイドンはますます隠棲の度合を強める。
ある日、ラヴマンがクロイドンの部屋に入ろうとすると、冷気を感じ取る。ドアを押し開くことができず、突風や雪が吹き付けてくるではないか。ラヴマンは防寒着と火かき棒を持ってきて、扉をこじ開けたところ、部屋の中では吹雪が荒れ狂っている。そして20フィートほど離れたところで、クロイドンが部屋着のまま机に突っ伏している。2人の距離を異界の空間が隔てており、ラヴマンがなんとか彼のもとに行かねばと努めても、空間はさらに遠ざかる。強風がクロイドンからガウンを剥ぎ取り、烈風がクロイドンの肉を割き、血は凍り付き、そしてクロイドンは吹雪の奥へと消え去る。すると部屋からは南極の光景が消え去り、部屋の家具も壁も床も消え、深淵に扉だけが浮遊した「無の空間」になる。ラヴマンは外に出て扉を閉め、誰にも告げることはしなかった。クロイドンがアパートの一室ごと消えてしまった事件は当局と科学者たちの物議をかもしたが、何もわからない。数ヶ月経つと部屋は元に戻ったが、クロイドンだけは戻ってこない。
事件は忘れられたが、ラヴマンたちは、クロイドンの実験によって、自分たちが「異界のやつら」に目を付けられたのではないかと懸念を抱く。ニューヨークに出たラヴクラフトは、1930年5月24日、酒びたりになっていたクレーンと再会し、心を痛める。そしてクレーンはラヴクラフトに、ラヴマンから告げられたクロイドンの死の状況と、自分がドゥゼムブウに狙われていることを話さなかった。そして、どうやらラヴクラフトとクレーンは4度目の対面をして話し合っていたようなのである。ちょうどこの時期から、ラヴクラフトの作品は神話として筋の通ったものになっていく。
クレーンは自分が追われていると思い込み、神経症とアルコールで心身を損なう。敵の土俵で恐怖と対決しようと気負い、メキシコに渡ると、支離滅裂な行動でトラブルを頻発して何度も留置所に入れられる。最終的には1932年、帰国の航海中に船から海へと落ちる。遺体が見つからなかったのは、海中でドゥゼムブウに貪り食われたためである。ラヴクラフトは1937年に病没し、死因は腸癌のためと言われている。
さて、彼らは愚かだったのであろうか。だが、邪神どもが目覚めているのであれば、いかに人間が力を尽くしても、彼らは死んでいただろう。

## 主な登場人物
- ハート・クレーン - 詩人。気質は幻視家。酒飲み。数学の知識に乏しく、クロイドンの話をあまり理解していない。船に乗ってジャングルに行きたい。
- ハワード・フィリップス・ラヴクラフト - 怪奇小説家。気質は幻視家。猫好きで禁酒家。ロードアイランド州プロヴィデンス出身。クレーンに4度会ったことがある。
- サミュエル・ラヴマン - 詩人。気取り屋の三文詩人。
- スターリング・クロイドン - 架空の人物。ラヴマンと同じアパートに住む隠者・数学者。神話大系について最も考察していた人物。計算によって、自宅に居ながらにして南極に行けると主張する。
- ドゥゼムブウ Dzhaimbu - 海の支配者・邪神。アマゾン上流に棲む未知の部族が崇める神々の総称とも、あるいは多様な形をとる一つの神格ともされ、謎が多い。クロイドンは古代南極の旧支配者と考えていた。クレーンの船を深海から追跡し、巨大な蛇のような顕現をとって喰い殺した。

## 収録
- アトリエOCTA『ラヴクラフト・シンドローム』「恐るべき物語」渡辺健一郎訳、深谷朱人陰画